# Szudong
Szudong (hangul: 수동군, Szudong-kun, handzsa: 水洞郡, RR: Sudong-kun, ’vízmelléki falu’) megye Észak-Koreában, Dél-Hamgjong (Hamgyŏng) tartományban. 1952-ben választották le Kovon (Kowŏn)ból és emelték megyei rangra. 1974-ben ismét Kovon (Kowŏn) része lett, 1990-ben kerületként (구; 區) ismét önállósodott. 2020 szeptemberétől ismét megye.

## Földrajza
Északról Jodok (Yodŏk) és Kumja (Kŭmya), keletről Kovon (Kowŏn) és a Kangvon (Kangwŏn) tartománybeli Cshonne (Ch'ŏnnae), délről a Dél-Phjongan (P'yŏngan) tartománybeli Jangdok (Yangdŏk), nyugatról a Dél-Phjongan (P'yŏngan) tartománybeli Sinjang (Sinyang) határolja.
Legmagasabb pontja az 1325 méter magas Raganbong (락안봉; 落雁峯, Raganbong).

## Közigazgatása
14 faluból (ri (ri)) és 6 tongból áll:
| - Toksza-tong (덕사동; 德寺洞, Tŏksa-tong) - Szudong-tong (수동동; 水洞洞, Sudong-tong) - Ungok-tong (운곡동; 雲谷洞, Un'gok-tong) - Vongo-tong (원거동; 院巨洞, Wŏn'gŏ-tong) - Csangdong-tong (장동동; 長洞洞, Changdong-tong) - Pharung-tong (팔흥동; 八興洞, P'arŭng-tong) - Rjongphjong-ri (룡평리; 龍坪里, Ryongp'yŏng-ri) - Szangok-ri (산곡리; 山谷里, San'gok-ri) - Szamphjong-ri (삼평리; 三坪里, Samp'yŏng-ri) - Szongnam-ri (성남리; 城南里, Sŏngnam-ri) | - Szongne-ri (성내리; 城內里, Sŏngnae-ri) - Szuszan-ri (수산리; 秀山里, Susan-ri) - Unszan-ri (운산리; 雲山里, Unsan-ri) - Unhung-ri (운흥리; 雲興里, Unhŭng-ri) - Csangrjang-ri (장량리; 藏糧里, Changryang-ri) - Csukdzson-ri (죽전리; 竹田里, Chukchŏn-ri) - Cshonszong-ri (천성리; 泉城里, Ch'ŏnsŏng-ri) - Cshonul-ri (천을리; 天乙里, Ch'ŏnŭl-ri) - Cshukdzson-ri (축전리; 杻田里, Ch'ukchŏn-ri) - Höphjong-ri (회평리; 回坪里, Hoep'yŏng-ri) |

## Gazdaság
Szudong (Sudong) megye gazdasága szénbányászatra és földművelésre épül.

## Oktatás
Szudong (Sudong) megye egy főiskolának, számos általános és középiskolának ad otthont.

## Egészségügy
A megye számos egészségügyi intézménnyel rendelkezik, köztük 1 megyei és számos helyi kórházzal.

## Közlekedés
A megye közutakon a szomszédos helységek felől közelíthető meg. A megye vasúti kapcsolattal rendelkezik, a Phjongna (P'yŏngra) vonal része.